# ローマ字

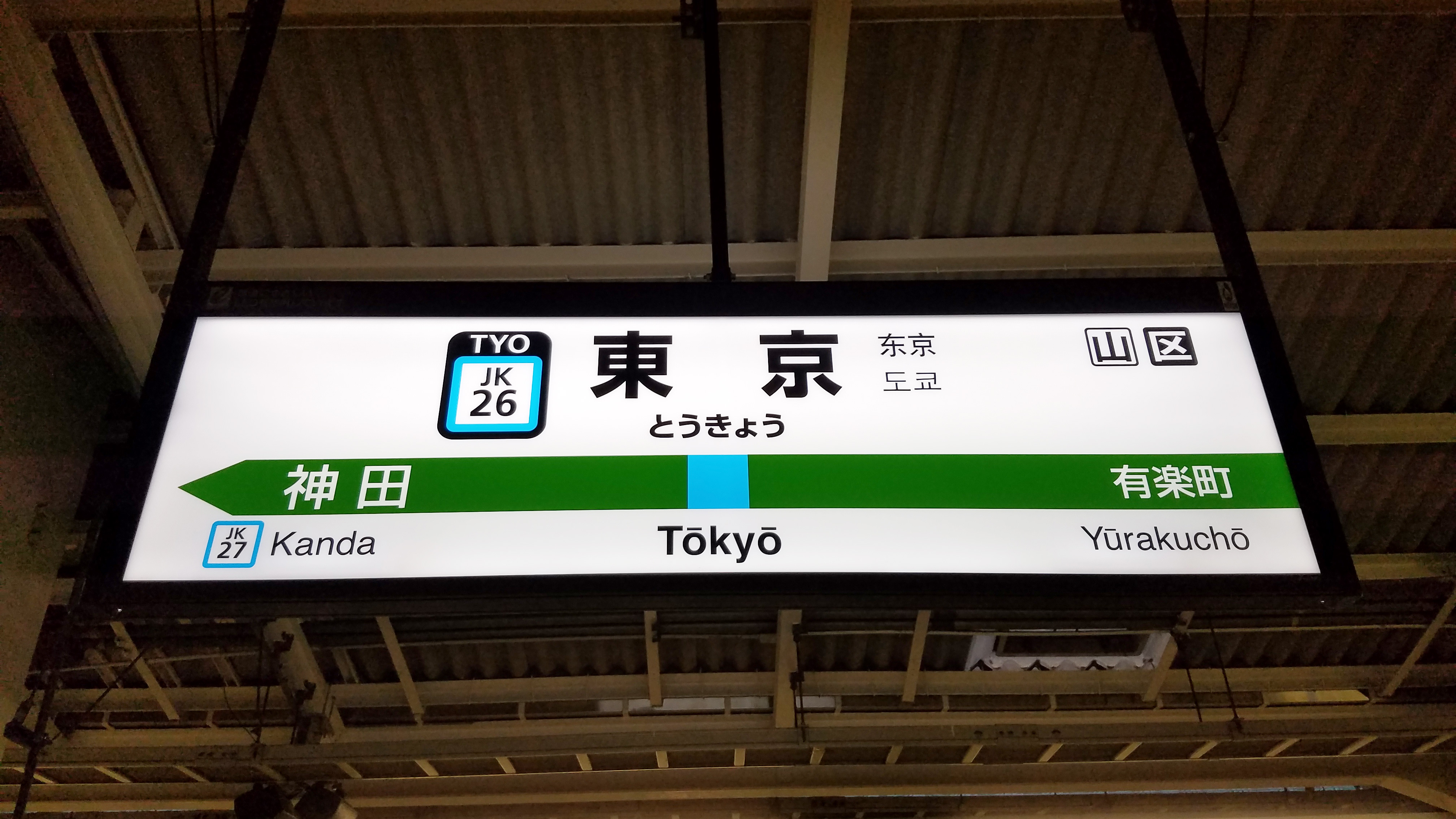
日本の鉄道の駅名標では、ローマ字表記の駅名がよく記載されている。
（東京駅、JR東日本 京浜東北線）

ローマ字（ローマじ、Rōmaji）は、仮名をラテン文字に翻字する際の規則全般（ローマ字表記法）、またはラテン文字で表記された日本語（ローマ字綴りの日本語）を表す。

## 「ローマ字」という呼称
単に「ローマ字」（英: the Roman alphabet）と言った場合、本来はラテン文字（ラテン・アルファベット）のことを指す。「ローマ」とは、古代ローマにおいて用いられていた文字に由来することからの呼び名である。
一方で現在の日本では、ラテン文字を用いた日本語の表記およびその表記法（日本語のラテン文字化）がしばしば「ローマ字」と呼ばれ、本項での記述はこの意味での「ローマ字」に相当する。この場合の「ローマ字」は、ローマ字で日本語を書き綴ることすなわち「国語のローマ字綴り」あるいはその綴り方を略して称するものと考えられる。
非ラテン文字言語をラテン文字で表記することを英語では「romanization」（ラテン文字化）と呼び、日本語以外にも、ロシア語、ギリシャ語、アラビア語、中国語、朝鮮語など非ラテン文字言語の多くでラテン文字化の方法が定められているが、日本国内では一般にそれらの表記法を単に「ローマ字」と呼ぶことはまずない。また、英語でも特に日本語からのラテン文字化は「romaji」と呼ぶことがある。
東京大学で日本人初の教授となった外山正一が、1884年に発足させた「羅馬字会」に見られるように、かつてはローマ字を羅馬字とも書いた。

## ローマ字の使用
日本国外では英語を中心とするラテン文字言語において日本語を表記する際に用いる。発音表記としての意味も担うことが多い。使用はもっぱら日本語の単語や語句を引用する場合に限られ、たとえば、国内外の図書館で、日本語の書籍名を登録する際に用いられる。日本語の文字を扱えないコンピュータ環境などで日本語を表記する場合に用いる。日本語の文章全体がローマ字で表記されるのは、日本語初等学習者対象の文章を除いてまれである。
ヘボン式、訓令式など複数の表記法や規格が存在する（後述）。国語教科書では訓令式、英語教科書ではヘボン式、人名や標識など固有名詞ではヘボン式を使用することが多い。またヘボン式にも旧ヘボン式と修正ヘボン式がある。

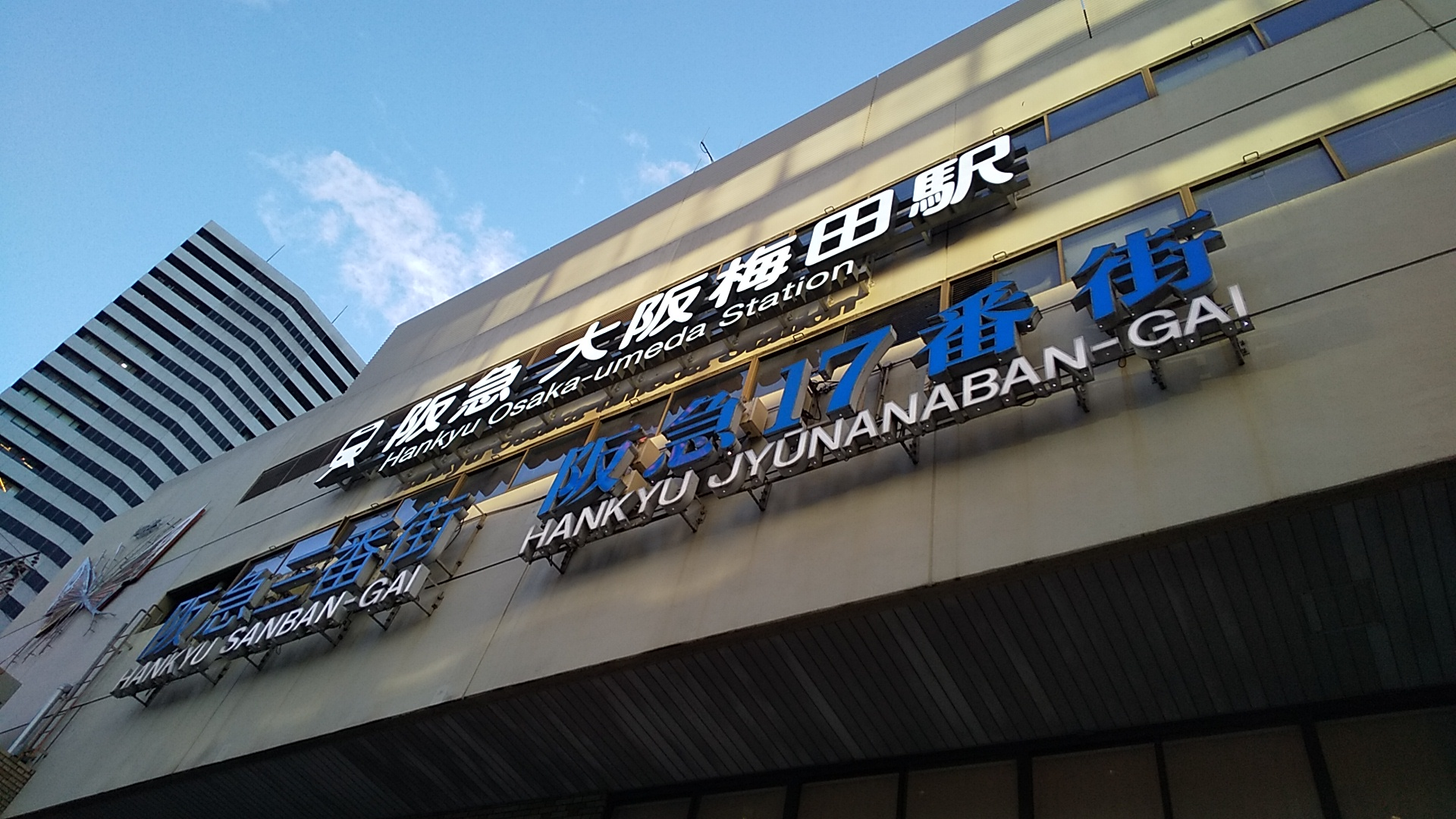
日本語のローマ字表記は非常に混乱している。写真は阪急大阪梅田駅の入口の看板。阪急17番街のローマ字が「HANKYU JYŪNANABAN-GAI」という間違った表記になっている。ヘボン式ならば「JŪ」、訓令式ならば「ZYŪ」という表記になるが、どちらにも当てはまらない。外国人向けの案内では、このような表記は推奨されていない。

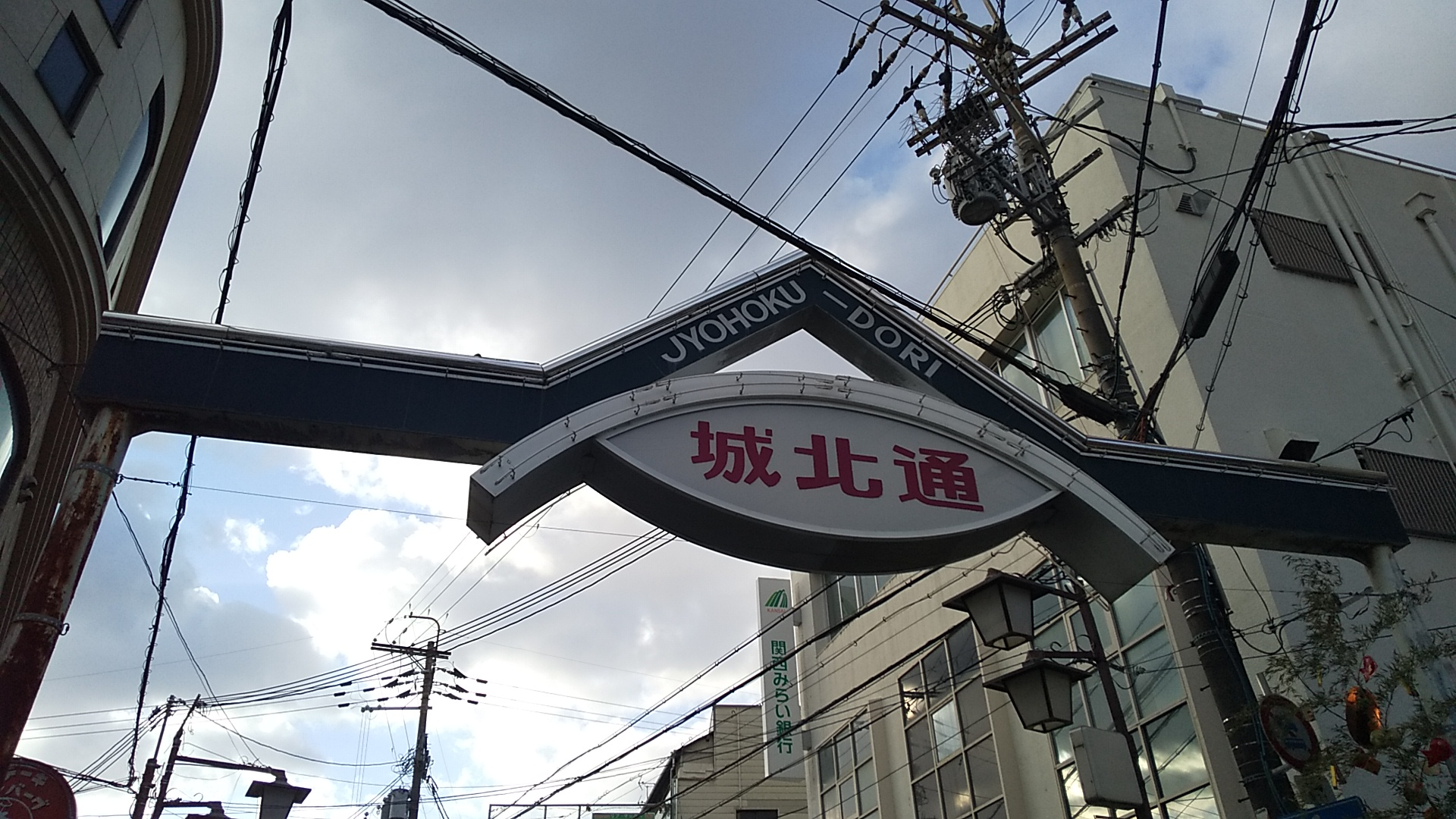
城北通（大阪府高槻市城北町）。推奨されていない「JYOHOKU-DORI」の表記になっている（ヘボン式なら「JO」、訓令式なら「ZYO」と綴る）。

しかし、必ずしも特定の表記法が守られているとは限らず、表記法にはない独自の表記が使われることがある。また、駅名では鉄道会社ごとに表記が違う。ローマ字は和文の転写に過ぎず、表記の揺れ・誤りは、特に長音表記やわかち書きでは甚だしい。例えば「おお」「おう」という音にo, ō, ô, oh, ou, ooの6通りが当てられたり、本来は「jo」または「zyo」と表記すべき「じょ」「じょう」という音に「jyo」という表記が、「chu」または「tyu」であるべき「ちゅ」「ちゅう」の音に「cyu」という表記が当てられていることがある。大阪府の箕面市では「Minoh」を公式のローマ字表記として使っている。箕面市長の倉田哲郎は「（英語圏の外国人を念頭に）『Minoo』だと外国人は『ミヌー』と読んでしまうのです。ですからこれは間違いだと思います。」と発言している。また、シューティングゲーム「SENJYO」は「センジョウ」、雑誌「dancyu」は「ダンチュウ」と読ませている（どちらも拗音+長音）。
人名表記において英語・表記発音などを模した創作表記もよくなされる。例としてSheena Ringo、Joe Hisaishi、George Tokoro、Amy Yamada、Kie Kitano、Shioli Kutsuna、Léonard Foujitaなど。パスポートの氏名表記は長音符号を付けないのが原則であり、小野（おの）・大野（おおの）は、ともに表記が ONO になり区別がつかない。ただし、大野は申請によって OHNO が許されるが、そう綴った場合には制約も生じる。これら表記の不統一が、コンピュータで検索する際などには障害ともなる。有名人や企業名などの名称を悪用すれば、なりすましや偽サイトへ誘導することも技術的には可能である。こういった事例は漢民族、韓国人名のローマ字表記（李姓を英語風Leeに、朴姓を英語風Parkに、張姓を英語風Changに、盧姓を韓国語原音のNoではなく英語風Rohに、など）や、本国ではキリル文字を使うロシア人、ブルガリア人名のローマ字表記（Иванов姓：Ivanovを英語風Ivanoffに、など）においても見られる。
ラテン文字を使う欧米の大半では、人名の姓を後に「名-姓」と表記する。日本でも伝統的にローマ字での氏名表記は「名-姓」と表記される事が一般的であったが、日本の文化庁は2019年（令和元年）、『言語や文化の多様性を意識し、日本の伝統的な人名表記である「姓-名」とすることが大切だ』とし、公用文等の日本人の姓名のローマ字表記について、差し支えのない限り「姓-名」の順を用いるようにするとした。また、姓と名を区別するために「YAMADA Haruo」の様に、姓を全て大文字とするとした。ただし、国際機関で指定された様式があるなど、特段の慣行がある場合を除く。国語審議会#日本人名のローマ字表記も参照のこと。

## 表記法
各種方式の共通点と相違点を概説する。

### 母音
「アイウエオ」段母音を「aiueo」で表す。

### 子音と拗音
原則として、「カ、サ、タ、ナ、ハ、マ、ヤ、ラ、ワ、ガ、ザ、ダ、バ、パ」行子音を「k, s, t, n, h, m, y, r, w, g, z, d, b, p」で表す。拗音（開拗音）は「子音字+y+母音字」で表す。
旧ヘボン式および修正ヘボン式では英語発音への近似性から「シ」を「shi」、「チ」を「chi」、「ツ」を「tsu」、「フ」を「fu」、「ジ」を「ji」、サ行拗音を「sh-」、タ行拗音を「ch-」、ザ行拗音を「j-」で表す。
日本式では現代仮名遣いまたは歴史的仮名遣いの厳密翻字に基づき、「ヂ」「ヅ」「ヲ」を「di」「du」「wo」と表記するが、訓令式とヘボン式では表音主義（表音式仮名遣い）に基づき、「ヂ→ジ」「ヅ→ズ」「ヲ→オ」と置換したように訓令式では「zi」「zu」「o」で、ヘボン式では「ji」「zu」「o」で表記する。

### 撥音と促音
撥音「ん」
原則として、撥音「ん」は「n」で表す。例外として旧ヘボン式では「b」「p」「m」の前に限り「m」を使う。
後者の例1：tempura（天ぷら） - 本項の「ウィキペディア」節も参照のこと。
後者の例2：tombo（トンボ） - 企業名「株式会社トンボ鉛筆」の英称 "Tombow Pencil Co.,Ltd." などにも見られる綴り。
後者の例3：kampō（漢方） - 文字検索すれば確認できるが、現在でも企業名・団体名・商標などに数多く使われている。
撥音+アポストロフィーなど
撥音の後に母音やヤ行音が来てナ行音と区別できなくなった場合は、旧ヘボン式では間に「-」（ハイフン）、修正ヘボン式および訓令式では「'」（アポストロフィー）を挿入する。
後者の例1：shin'ai（しんあい：親愛、信愛） - shinaiでは誤読「しない（竹刀など）」を避けられない。
後者の例2：shin'yō（しんよう：信用、ほか） - shinyōでは「しにょう（屎尿など）」と誤読されかねない。
後者の例3：Ken'ichi（けんいち：健一、憲一、ほか） - Kenichiでは誤読「けにち」を避けられない。
促音+子音字
原則として、促音は直後の子音字を繰り返す。例外として、旧ヘボン式および修正ヘボン式では直後が「ch」の時は「tch」とする。語末の促音表記については、どの方式でも公式には定められていない。
語末の促音の例：a'（あっ）、doki'（どきっ）、sore'（それっ）などの感嘆詞。

### 長音
長音のローマ字表記は混迷を極めており、ヘボン式からマクロンを除いたり、UやHを加えたりと、多様な表記揺れが見られる。詳しくは上記の項目を参照。

### 助詞
助詞の「は」「へ」「を」は、表音主義を採用する訓令式、ヘボン式ではそれぞれ「wa」（わ）「e」（え）「o」（お）と書くが、現代仮名遣いまたは歴史的仮名遣いに基づく厳密翻字では仮名表記どおりに「ha」（は）「he」（へ）「wo」（を）と書く。

## ローマ字の種別

### ヘボン式
ヘボン式は英語の発音への準拠を重視したローマ字表記法である。用途に応じて様々な種類があり、それぞれで細かい表記規則が異なるが、旧ヘボン式、修正ヘボン式の二種類に大別される。
旧ヘボン式（Traditional Hepburn）はアメリカ人ジェームス・カーティス・ヘボンの『和英語林集成』第三版（1886年）で定義された表記法。日本国内で単にヘボン式という場合、この方式を指す場合が多い。
修正ヘボン式（Modified HepburnまたはRevised Hepburn）は、研究社の『新和英大辞典』第三版（1954年）で考案され、後にアメリカ図書館協会およびアメリカ議会図書館のローマ字表記法などでも採択された。日本国外で単に「Hepburn romanization」「Hepburn system」などという場合はこのModified Hepburnを指す場合が多い。
両者の大きな違いは、旧ヘボン式では撥ねる音「ん」が「b」「m」「p」の前に来た場合は「m」、それ以外の場合は「n」で表記するのに対し、修正ヘボン式では全て「n」で表記する点である。また、撥ねる音「ん」が母音字または「y」の前に来た場合、旧ヘボン式では「n」の後ろに「-」を入れるのに対し、修正ヘボン式では「'」を入れる点も異なる。
2025年（令和7年）時点、日本国内では旧ヘボン式、修正ヘボン式ともに広く使われており、分野や団体によって採用されている方式が異なる。そのため、例えば同じ地名のローマ字表記が駅名標と道路標識では一致しないといった問題も起こっている（後述）。
なお、現在国内外で「修正ヘボン式」（Modified Hepburn）と呼称される表記法が定着する以前にも、ヘボン式を修正した新たな表記法を定める試みは複数存在したため、文献によっては今日とは異なる意味で修正ヘボン式という語を使用する場合があり、注意が必要である。現在では旧ヘボン式とされる『和英語林集成』第三版（1886年）に掲載された表記法も、第二版の表記法を日本人の案に従って修正したものであり、これを指して「修正ヘボン式」と呼ぶ場合がある。1908年（明治41年）にローマ字ひろめ会が、第三版の表記法に僅かに修正を加えて「標準式」と称したが、この修正を指して「修正ヘボン式」と呼ぶ場合もある。「標準式」は、第三版の表記法を含めた広義のヘボン式の名称としても使われた。2025年現在、ブリタニカ国際大百科事典はヘボン式、標準式、修正ヘボン式は同義とみなしている。

#### イギリスおよびアメリカ規格
イギリスにおいては、アメリカ地名委員会およびイギリス地名常置委員会の1976年合意に基づく修正ヘボン式が日本語仮名のローマ字表記法（Romanization System For Japanese Kana）として、2015年の改訂を経て今日まで用いられている。
アメリカにおいては1975年、様々な非ラテン文字言語のローマ字表記法を規定したアメリカ図書館協会およびアメリカ議会図書館のローマ字表記法において、日本語の場合のローマ字表記法が定められており、2012年の改訂を経て現在も用いられている。
その他には米国国家規格協会のANSI Z39.11-1972規格が存在したものの、訓令式に基づくISO 3602の登場を受け、1994年に廃止された。
いずれも内容は修正ヘボン式と同一である。

#### 駅名標

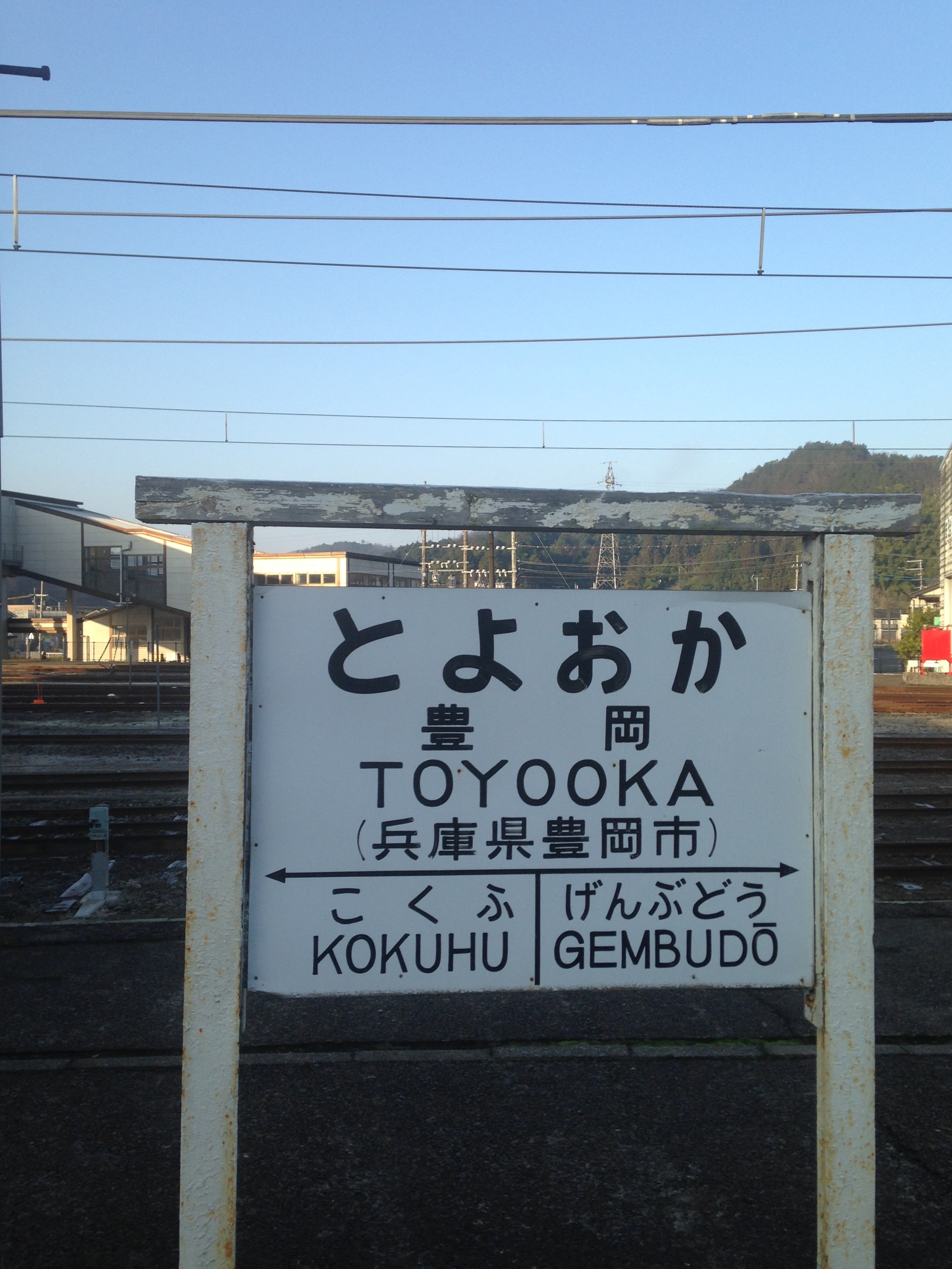
豊岡駅ホームにある国鉄型駅名標。隣駅の国府のローマ字表記は訓令式の「KOKUHU」となっているが、玄武洞はヘボン式の「GEMBUDŌ」となっている

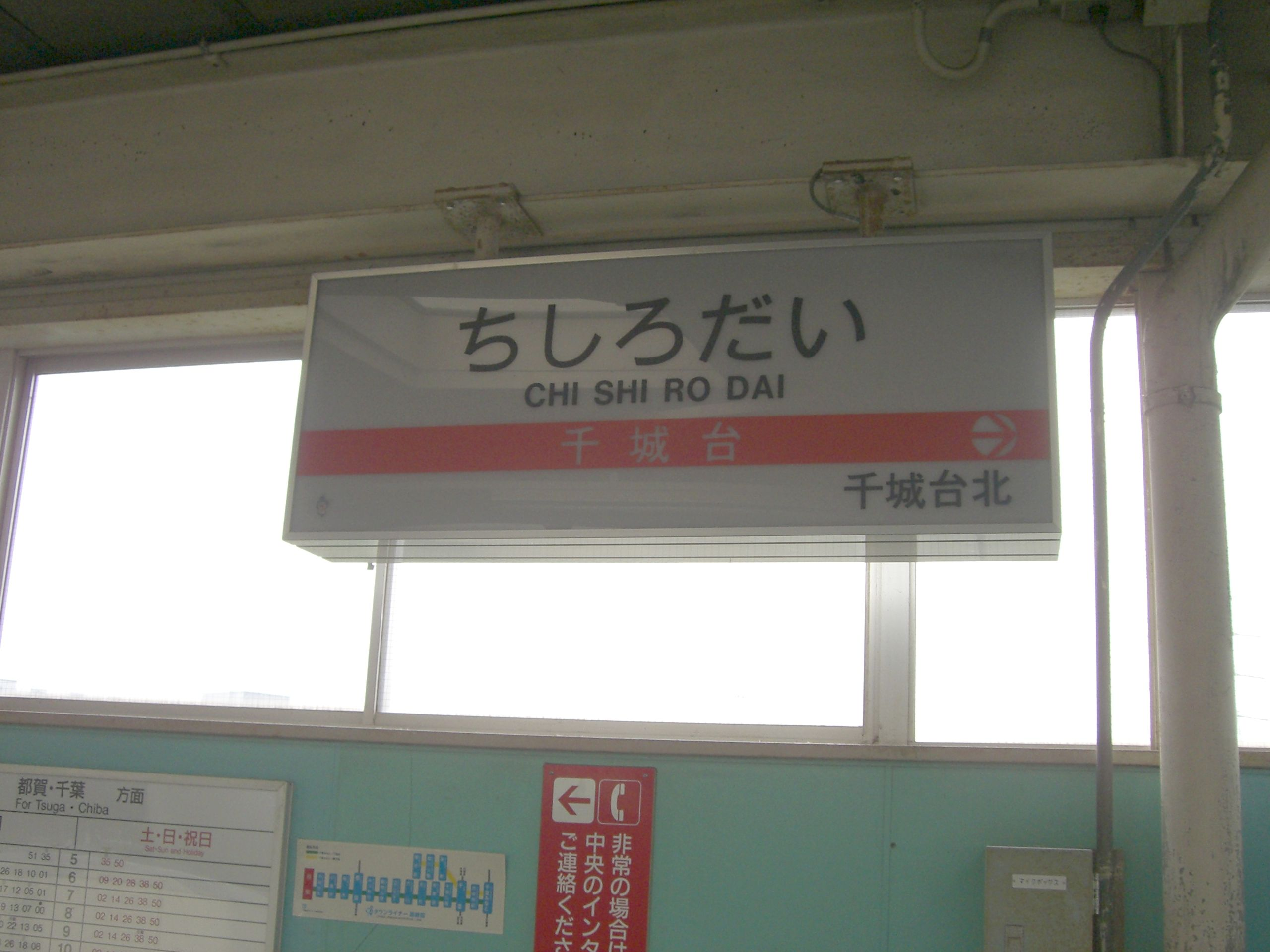
千葉都市モノレール・千城台駅の駅名標。「CHI SHI RO DAI」と記載されている。

駅名標には、旧ヘボン式に準じたローマ字表記法が多い。明治時代については不明点が多く、大正に入り『鉄道公報』1916年（大正5年）12月21日付「驛名假名文字及羅馬字ニ就テ」の時点では「ヘボン式」の名こそ出ないものの、既に第二次世界大戦後と同じ表記法になっている。1927年（昭和2年）4月7日鉄道省達第79号『鉄道掲示例規』で改めてヘボン式ローマ字別表が定められた。1938年（昭和13年）3月8日鉄道省達第127号により訓令式に順次書き替えられたが、戦後の1945年（昭和20年）から占領軍の指令に従って駅名標にヘボン式ローマ字を書く作業が進められた。規程の整備は遅れて、1946年（昭和21年）4月1日運輸省達第176号による『鉄道掲示規程』改正で、ローマ字は「修正ヘボン式」と明記された。
旧ヘボン式準拠の場合、長音は母音の上にマクロンを付加し、撥ねる音「ん」は「b」「m」「p」の前は「m」、その他は「n」、区切り点はハイフン、つまる音「っ」は次の音の子音字を重ねるが「ch」が続く場合にはcを重ねずtを用いて「tch」とする（例：「Shimbashi」（新橋）、「Temma」（天満）、「Bitchū-Takahashi」（備中高梁）、「Shindembaru」（新田原）など）。
また令制国名が入る駅名や既存の駅名に新や東西南北などを付けた駅名は、旧国名や新などの後にハイフンを入れる（例：「Tamba-Ōyama」（丹波大山）、「Gumma-Yawata」（群馬八幡）、「Shin-Ōsaka」（新大阪）、「Higashi-Kakogawa」（東加古川）など。ただし「Nishikujō」（西九条）のような例外もある）。
国鉄時代はすべて大文字で表記されていたが、JR化以後はJR九州在来線を除き、上記のように頭文字とハイフンの次の文字以外は小文字で表記されている。また駅名に英単語が含まれている場合は、そのまま英単語で表記される（例：「Universal-City」（ユニバーサルシティ）、「Rinkū-town」（りんくうタウン）など）。空港駅を中心に、固有名詞を除いてすべて英訳する場合も多い（例：「Kansai-airport」（関西空港）、「New Chitose Airport」（新千歳空港）、「Narita Airport Terminal 2･3」（空港第2ビル）、「Jōetsu International Skiing Ground（上越国際スキー場前）」など）。
JR各社は概ね以上の通りの表記となっているが、長音を表すマクロンの省略、修正ヘボン式による撥音での「m」不使用など、方針が異なる鉄道事業者も多い。また撥音「ん」について、ハイフンを間に挟む場合は次の音にかかわらず「n」と表記されることがあり、JR各社間でも判断が異なっている（例：JR東日本新前橋駅における「Shim-Maebashi」、JR九州新水俣駅における「Shin-Minamata」など）。
このため、日本語では同一の駅名であっても、事業者や案内によりローマ字表記が異なる例がしばしば見られる。また、相互直通運転を行っている事業者間でローマ字表記の基準が異なる場合、行先表示や路線図などで現地の案内と異なる表記が使用される場合もある。
特徴的なものとしては、千葉都市モノレール2号線の旧駅名標のように、音節単位に分かち書きしている例（「DŌ BU TSU-KŌ EN」など）がある。旧国鉄やJRでも、ホーム上の建植用駅名標に、分かち書き（「TA GU CHI」など）を用いた駅があったが、多くはJR会社毎の統一仕様に交換され、姿を消している。
弘南鉄道の一部の駅や、1938年（昭和13年）から数年間の国鉄、昭和初期の黒部鉄道、駿豆鉄道などの私鉄では訓令式・日本式も使用されている。

#### 旅券法施行規則
日本国籍の日本国旅券の氏名表記は、旅券法を所管する外務省により、戸籍謄本上の氏名をヘボン式によって表記する。旧ヘボン式に準じたローマ字表記法が用いられており、撥ねる音「ん」が「b」「m」「p」の前に来た場合は「m」、その他は「n」となる。原則として長音は記入しないが、2000年（平成12年）4月1日以降は「o」の長音のみ「oh」と表記する方法が認められるようになり、本人が特に希望すれば訓令式も用いることができるようになったが、一度どちらかを選択すれば、その後の変更は認められない。

#### 道路標識ヘボン式ローマ字
日本の道路標識の場合、概ね修正ヘボン式に準じた表記が採用されており、撥ねる音「ん」は「n」で表す。ただし、長音符号は表記せず、「ん」を表す「n」の後に母音字や「y」が続く場合の区切り点には旧ヘボン式と同じくハイフンを用いるなどの違いがある。つまる音「っ」は次の音の子音字を重ねるが、chが続く場合にはcを重ねずtを用いてtchとする。なお、普通名詞はローマ字表記ではなく英語が用いられる。

#### 野球選手式長母音
日本のプロ野球選手のユニフォームの背名前に用いられるローマ字の綴りは、ヘボン式の規定に倣わず「O」の長音を「OH」と表記する慣習がある（通常表記は「O」のみ）。これは、王貞治の名字がOとなると様にならないということで、OHとなったのが始まりとされる。また、阪急ブレーブスではオリックスブレーブス時代であった1990年（平成2年）まで、横浜DeNAベイスターズでは2013年（平成25年）の大田阿斗里に、ヘボン式のŌを用いたこともあった。これらの表記は他のスポーツのユニフォームの選手名表記にも用いられている場合がある。
しかし、斎藤隆は渡米後にSAITOHから通常表記SAITOに変更し、工藤公康は選手時代KUDOHだったが監督時代からはKUDOと通常表記に変更するなど、選手によってローマ字の綴り方はまちまちである。北條史也のHOJOHのように（新人選手入団発表会で用意されたユニフォームはHOJYO表記だった）、通常表記と「OH」表記を混用する場合も見られる。
なお、拗音（KYO, SHO, CHOなど）の長音は「O」の長音でも「OH」とせず通常表記を用いるのが一般的で、正田耕三のSHODA、長野久義のCHONO、京田陽太のKYODAに代表されるように多くの選手が通常表記としている。正津英志も途中でSHOHTSUから通常表記のSHOTSUに変更している。
これ以外の通常表記とは異なる例として、ユウキは近鉄時代に「U」の長音を「UU」と表記したYUUKIとし（オリックス移籍後とヤクルト支配下選手登録後は通常表記のYUKI）、新庄剛志は、阪神時代にSHINJYOを用いていたが、渡米後と帰国後はSHINJOの通常表記を用いた。
大谷翔平はShohei Ohtaniとなっており、大谷はOhtaniとしたが翔平はShohheiとはしていない。横浜DeNAベイスターズ所属の中川虎大(Koh Nakagawa)がいるが、一般的に名前の部分にOHの表記を使用する選手は少ない。

#### 地方公共団体
日本の地方公共団体はその名称のローマ字表記にヘボン式に準じた表記が用いられているが、多く場合、長音符号は省略されている。また、旧ヘボン式と修正ヘボン式が混在しており混乱が見られる。
特に旧ヘボン式のmとnの区別は日本に於いては実用性に乏しい。海外でも国名のデンマーク（Danmark） やミャンマー（Myanmar） 、スコットランドの首都エディンバラ（Edinburgh）やオーストラリアの首都キャンベラ（Canberra）などが正式な英名表記として採用されているように、ことさらm, nの区別が普遍的とも言えない。
群馬県においては、県としての正式な表記は修正ヘボン式（訓令式）の「Gunma」であるが、日本国旅券には旧ヘボン式の「Gumma」が用いられる。群馬県のウェブサイトには、この件についての説明が記載されている。
市区町村では二本松市（Nihonmatsu）、紋別市（Monbetsu）などで修正ヘボン式が、丹波市（Tamba）、仙北市（Semboku）などでは旧ヘボン式が用いられている。

#### ウィキペディア
英語版ウィキペディアにおいては日本関係記事のスタイルマニュアルにおいて、他の表記法が一般的な場合を除き、ローマ字表記に修正ヘボン式を用いることが推奨されている。特に、日本語の発音を専用テンプレート等で表す際は、必ず修正ヘボン式が用いられる。このため、例としてTempura（天ぷら）の項目のローマ字表記がtenpuraとなるなど、記事名と本文中のローマ字表記に差異が生じることがある。

### 日本式および訓令式
日本式ローマ字は、1885年（明治18年）に物理学者の田中舘愛橘が考案した表記法である。
訓令式ローマ字は1937年（昭和12年）9月に第1次近衛内閣が発した昭和12年内閣訓令第3号において、公的なローマ字法として定められた。「訓令式」の呼称はこれにちなむ。
訓令式ローマ字は、日本式ローマ字を基礎として、それに若干の改変を加えたローマ字表記法である。第5次吉田内閣による1954年（昭和29年）内閣訓令第1号及び内閣告示第1号の第1表が示した訓令式を経て、現在も用いられている。日本国内の標準として公式に認められているローマ字表記法としては唯一のものであるが、同年以降は事実上、日本式および修正ヘボン式の使用も認めている。なお、2024年（令和6年）に入ってからは前述の内閣告示の改正が検討されており、もし決定となれば日本国内の標準がヘボン式に置き換わり、従来の訓令式は廃止される可能性がある。
訓令式はあくまで純粋に日本語をラテン文字で書き表わす場合に用いるつづり方として定められたものであり、その点で、英語の発音への類似を優先するヘボン式とは異なっている。英語圏では、訓令式 (Kunrei-shiki romanization) は「文部省式」(Monbushō system) という通称でも知られるほか、後述の「ISO 3602」という規格名で呼ばれることもある。
内閣告示第1号第2表でヘボン式（1 - 5行目）と狭義の日本式（6 - 9行目）も認めたが、それらは「国際的関係その他従来の慣例をにわかに改めがたい事情にある場合」に限られるとされる。狭義の日本式のうち、「ぢゃ dya、ぢゅ dyu、ぢょ dyo、くゎ kwa、ぐゎ gwa、を wo」が本表に記載されず第2表に記されている。これは昭和21年（1946年）の第11回国語審議会答申の「現代仮名遣い」に準拠したからである。なお、第2表に従って修正ヘボン式および日本式でローマ字をつづる場合にも「そえがき」を適用する。そえがきには「はねる音『ン』はすべてnと書く」とあり、旧ヘボン式の撥ねる音を「m」と書く表記は規格外となる。

#### ISO 3602
国際標準化機構が1989年に承認したISO 3602は日本語のローマ字表記法としては唯一の国際規格で、訓令式が採用されている。ただし第5項の原注2により、厳密翻字に限って日本式の綴り方を採用する。成立した規格は、有償にて販売されている。

#### 99式ローマ字
99式ローマ字（きゅうきゅうしきローマじ）は、社団法人日本ローマ字会が1999年（平成11年）に提案したローマ字表記法。ローマ字表記を、日本語の正書法としてではなく、代書法と考え、日本語の音声を転写するのではなく、現代仮名遣いで表記された日本語をラテン文字に翻字する。表記法は日本式を基礎とし、それに改変を加えている。

#### JSLローマ字
JSLローマ字はエレノア・ジョーデンの「Japanese: The Spoken Language」（1987年）で提案されたローマ字表記法で、非日本語話者が日本語を学ぶ際に用いられる。概ね訓令式に準じているものの、長音を大文字の場合に限らず二重母音で表す点が異なる（例えば東京は「Tookyoo」と表記する）。

### 対比
| 方式                     | 方式             | え  | し   | ち    | つ    | ふ   | じ    | ず  | ぢ    | づ  | てぃ | おう     | おお      | んあ （ん+母音字） | んば （ん+マ/バ/パ行） | っち   | を （助詞） |
| ------------------------ | ---------------- | --- | ---- | ----- | ----- | ---- | ----- | --- | ----- | --- | ---- | -------- | --------- | ------------------ | ---------------------- | ------ | ----------- |
| 発音（参考）             | 発音（参考）     | [e] | [ɕi] | [tɕi] | [tsɯ̈] | [ɸɯ] | [dʑi] |     | [dʑi] |     | [ti] | [oː]     | [oː]      | [ũ͍a]               | [mba]                  | [tːɕi] | [o]         |
| 音素（参考）             | 音素（参考）     | /e/ | /si/ | /ti/  | /tu/  | /hu/ | /zi/  |     | /di/  |     | /ti/ | /or/     | /or/      | /na/               | /nba/                  | /qti/  | /wo/        |
| ヘボン式（和英語林集成） | 第1版            | ye  | shi  | chi   | tsz   | fu   | ji    | du  | ji    | du  |      | ō        | ō         |                    | nba                    | tchi   | o           |
| ヘボン式（和英語林集成） | 第2版            | ye  | shi  | chi   | tsu   | fu   | ji    | dzu | ji    | dzu |      | ō        | ō         |                    | mba                    | tchi   | o           |
| ヘボン式（和英語林集成） | 第3版            | e   | shi  | chi   | tsu   | fu   | ji    | zu  | ji    | zu  |      | ō        | ō         |                    | mba                    | tchi   | o           |
| 旧ヘボン式               | 旅券法施行規則   | e   | shi  | chi   | tsu   | fu   | ji    | zu  | ji    | zu  | tei  | o        | o・oo・oh | na                 | mba                    | tchi   | o           |
| 旧ヘボン式               | 駅名標ヘボン式   | e   | shi  | chi   | tsu   | fu   | ji    | zu  | ji    | zu  |      | ō        | ō         | n-a                | mba                    | tchi   |             |
| 修正ヘボン式             | 英米規格         | e   | shi  | chi   | tsu   | fu   | ji    | zu  | ji    | zu  | ti   | ō        | ō         | n'a                | nba                    | tchi   | o           |
| 修正ヘボン式             | 道路標識ヘボン式 | e   | shi  | chi   | tsu   | fu   | ji    | zu  | ji    | zu  |      | o        | o         | n-a                | nba                    | tchi   |             |
| 訓令式                   | 訓令式           | e   | si   | ti    | tu    | hu   | zi    | zu  | zi    | zu  |      | ô        | ô         | n'a                | nba                    | tti    | o           |
| 日本式                   | 日本式           | e   | si   | ti    | tu    | hu   | zi    | zu  | di    | du  |      | ô・ō・ou | ô・ō・oo  | n'a                | nba                    | tti    | wo          |

1. ↑  外国式氏名の場合のみ、ジェ→JIE、チェ→CHIE、ティ→TEI、ディ→DEI、デュ→DEYU、ファ→FUA、フィ→FUI、フェ→FUE、フォ→FUO、ヴァ→BUA、ヴィ→BUI、ヴ →BU、ヴェ→ BUE、ヴォ→BUOも使用される。また、これ以外の方式を使用する場合には、申請書を提出して許可を受ける必要がある（たとえば、「さとう "Sato"」を"Satoh"、「ようこ"Yoko"」を"Yohko"、「おおさわ"Osawa"」を"Ohsawa"とするように、oの後につく長音を"h"で表したい場合）。
2. ↑  苗字または名の最後が「オオ」音であり、そのヨミカタが「オオ」の場合、"oo"のつづりとなる（例：「高遠」（たかとお）="Takatoo"）。
3. 1 2  英語由来の外来語普通名詞についてはそのまま英語表記が使われる（例：商業施設名などの「○○シティ」="○○ City"）。
4. ↑  田園調布駅の例："Den-en-chōfu"

## ローマ字の歴史

### 年表
まず、年表によって概要を示す。
- 1581年（天正09年） - 「ポルトガル式ローマ字」。大分で最初の辞書『日葡辞書』。
- 1604年（慶長09年） - ロドリゲスの『日本大文典』（イエズス会が長崎で印刷を認可）。
- 江戸時代 - 「オランダ式ローマ字」。
- 1860年（万延01年） - アメリカ人宣教師リギンズの英学会話書『英和日用句集』。ヘボン式の元。
- 1867年（慶応03年） - アメリカ人医療伝道宣教師ヘボン博士の和英辞書『和英語林集成』。
- 1885年（明治18年） - 地球物理学者 田中舘愛橘の「日本式ローマ字」。音韻学理論に基づく。
- 1886年（明治19年） - 『和英語林集成』第3版で「ヘボン式ローマ字」を用いる。
- 1930年（昭和05年） - 政府が「臨時ローマ字調査会」を設置（1936年廃止）。
- 1937年（昭和12年） - 「訓令式ローマ字」を公布（内閣訓令第3号）。日本式を基礎とし、ヘボン式を排除。
- 1945年（昭和20年） - GHQが道路と駅に「修正ヘボン式ローマ字」による名称の表示を指示。
- 1954年（昭和29年） - 新たな「訓令式ローマ字」を公布（内閣告示第1号）。旧訓令式を基礎とし、ヘボン式を容認。
- 1954年（昭和29年） - 研究社の『新和英大辞典』第三版で「修正ヘボン式ローマ字」。訓令式の表記法を取り入れた。
- 1989年（平成01年） - 国際標準化機構が「訓令式ローマ字」をISO 3602として発行（厳密翻字は日本式による）。
- 2025年（令和07年） - 7月：文化庁の文化審議会が答申案「改定ローマ字のつづり方（案）」（修正ヘボン式）を決定。

### 近世
戦国時代に来日して、キリスト教の布教に当たったカトリック教会のイエズス会が、ポルトガル語に準じたローマ字で日本語を表記した。これがポルトガル式ローマ字である。1581年（天正9年）には大分で最初の日本語とポルトガル語対応の辞書（『日葡辞書』）が作られ、1603年（慶長8年）には本格的な『日葡辞書』が出版されて、その中でポルトガル式ローマ字で当時の日本語が表記された。年紀が判明する現存最古のポルトガル式ローマ字文書は、1591年（天正19年）の使徒行伝『サントスの御作業の内抜書』（Santos no Gosagveo no uchi Nuqigaqi）である。また、京都市の御土居跡からは、1586年（天正14年）から1614年（慶長19年）まで在日宣教師であった「Pe.せるそ様」こと宣教師〈パードレ〉セルソ・コンファローネと推定される人物に宛てられた木簡が発掘されており、そこに「mairu（日本語の「参る」）」というローマ字表記が見られる。
南蛮文化に興味が深かった細川忠興は、発布した書状の中に「tadauoqui」と記された印を使うことがあった。「オ（あるいはヲ）」を「uo」、「キ」を「qui」と記すのは、日葡辞書にて頻繁に確認できるイエズス会士の表記法である。
17世紀初期には、イエズス会士ジョアン・ロドリゲスによって『日本大文典』（イエズス会が1604年長崎にて認可）および『日本語小文典 Arte Breve da Lingoa Iapoa』（イエズス会が1620年にマカオにて認可、1825年仏訳を、ランドレスが出版）が相次いで出版されており、そこには日本語音のポルトガル式ローマ字表記に関する記述が認められる。
ポルトガル人イエズス会士ジョアン・ロドリゲス著『日本大文典（または日本語大文典）』（1604年にイエズス会が印刷認可）によるポルトガル式ローマ字表（抜粋）を参考までに以下に示す。
- あ（A）い（I）う（V）ゑ（Ye）を（Vo）
- か（Ca）き（Qui）く（Qu）け（Que）こ（Co）
- さ（Sa）し（Xi）す（Su）せ（Xe）そ（So）
- た（Ta）ち（Chi）つ（Tçu）て（Te）と（To）

なお、ロドリゲスはその後、『日本語小文典』（1620年イエズス会印刷認可）において当時のポルトガル式日本語表記法について詳細に述べている。
江戸時代には鎖国政策によって、事実上、オランダがヨーロッパ世界との唯一の窓口となったため、オランダ式ローマ字が使われるようになった。このようにたくさんの国のローマ字がある。ただオランダ式ローマ字は仮名と厳密に一対一対に応させられていたわけではないし、またその使用も、宣教師や学者などのごく狭い範囲に限られた。

### リギンズのローマ字
1860年（万延元年）、米国聖公会のアメリカ人宣教師であるジョン・リギンズが日本の先駆けとなる英学会話書の "Familiar Phrases in English and Romanized Japanese,Nagasaki",1860（和名『英和日用句集』）を執筆し、ヘボン式の元となるローマ字綴法を編み出した。このリギンズのローマ字は後述のヘボンが1867年（慶應3年）に著した和英辞書『和英語林集成』と同一のローマ字綴法であり、日本の英語教育史上、英語で書かれた日本語事典（和英辞書）として画期的な成果であった。リギンズはその初版の序文で、日本語を写すローマ字法を、サミュエル・ウィリアムズ（米国聖公会へ日本伝道を勧告した東洋言語学者、ペリー艦隊通訳）が推薦した方式に拠ったとも述べつつも、リギンズの生徒であり、同時に日本語の先生でもある日本人の発音を聴いて本書を完成させたと述べている。中でも、日本は"Ni-tsu-Pon"と綴るところを、2番目の母音の"u"は省かれて"ts"を"p"として、"Nippon"と綴るなど現在利用されるローマ字綴りを編み出す功績となった。

### ヘボン式と日本式の登場
幕末の1867年、来日していたアメリカ人の医療伝道宣教師・医師ジェームス・カーティス・ヘボンが上述のジョン・リギンズが編み出したローマ字綴りを元にして和英辞書『和英語林集成』を著し、この中で英語に準拠したローマ字を使用した。これは、仮名とローマ字を一対一で対応させた最初の方式である。この辞書は第9版まで版を重ね、第3版から用いたローマ字はヘボンの名を入れヘボン式ローマ字として知られるようになる。
明治6年（1873年）、文部省雇になり史略編集を命ぜられていた黒川真頼（のち東京帝国大学教授・文学博士）はローマ字での国語綴輯兼務を命ぜられ、この年の3月にローマ字綴りの『横文字百人一首』を刊行している。この著作はローマ字書きによって日本語の本質を明らかにしようとすることが目的であった。明治の一部の学者たちは、日本語に使用される文字（いわゆる漢字）の数を大幅に減らして習得を容易にするとの名目で、日本語の主たる表記をローマ字とすべきという主張（ローマ字論）を展開した。
ヘボン式ローマ字は英語の発音に準拠したので、日本語の表記法としては破綻が多いとする意見があった。そうした立場から、1885年に田中館愛橘が音韻学理論に基づいて考案したのが日本式ローマ字である。日本式は音韻学理論の結実として、日本国内外の少なくない言語学者の賛同を得た。しかし、英語の発音への準拠を排除した日本式は英語話者や日本人英語教育者から激しい抵抗を受け、日本式とヘボン式のどちらを公認するかで激しい議論が続いた。
1924年（大正13年）の第15回衆議院議員総選挙では、ローマ字での投票が認められた。

### 訓令式制定
混乱を収束するため、政府は1930年（昭和5年）11月26日、臨時ローマ字調査会を設置した（勅令、1936年7月1日廃止）。そして、1937年（昭和12年）の近衛文麿内閣の時に、公的なローマ字法が内閣訓令第3号として公布された。これが訓令式ローマ字である。1937年版の訓令式は、日本式を基礎としてそれに若干の改変を加えたものであり、ヘボン式を排除している。

### 戦後のヘボン式復権
ところが第二次世界大戦後、1945年（昭和20年）9月2日の連合国軍最高司令部指令第2号の第2部17において、各市町村の道路の入口と駅に「修正ヘボン式ローマ字」によって名称を表示するように指示されたことなどもあり、ヘボン式が復権を果たし、現在に至る。
さらに、GHQの占領政策の一環で招かれた第一次アメリカ教育使節団は、1946年（昭和21年）3月31日に発表した第一次アメリカ教育使節団報告書においても、同様の意見をなした。しかし、どちらも批判が大きく、その意見が世間に受け入れられることはなかった（漢字廃止論も参照）。
日本国政府としては訓令式を正式とし続けており、1937年の内閣訓令第3号を廃止し、1954年（昭和29年）に内閣告示第1号として新たに公布し直した。これが新たな訓令式ローマ字である。これは1937年の訓令式（日本式に準拠）を基礎としながら、若干の改変を加えたものである。ただ、1937年版がヘボン式を全面排除したのに対して、1954年版は「国際的関係その他従来の慣例をにわかに改めがたい事情にある場合」に制限しながらも、ヘボン式の使用も認めるものとなった。
また、同年発売された研究社の『新和英大辞典』第三版で考案され、後に英米で日本語のローマ字表記法として採択された修正ヘボン式では部分的に訓令式の表記法を取り入れ、かつ訓令式では規格外となる一部の表記ルールを排除するなど、訓令式とヘボン式が歩み寄りを見せることになった。

### 国際規格化
1962年（昭和37年）、国際標準化機構（ISO）の情報管理の専門委員会であるISO/TC 46がローマ字表記法を審議対象にすることを初めて決定。当初はヘボン式が多数の賛同を得ていたものの、同委員会における日本代表は内閣告示及び訓令を根拠に再審議を求めた。最終的には1989年（平成元年）、ISOが訓令式（厳密翻字は日本式）を採用し、ISO 3602として承認した。
- 1985年時点の規格案

### 現代日本の現状
21世紀においても、日本国内の標準として公式に認められているローマ字表記は訓令式であるが、地名や人名などの各種日本語音をローマ字表記する必要がある場合、実際には日本国政府でも各種の旧・修正ヘボン式及びその亜種の表記が多用されているのが現状である。
1954年版の訓令式の第2表によって修正ヘボン式の表記が事実上許容されて以降、訓令式での表記を謳っている場面でも、実質的には修正ヘボン式に基づいた表記が用いられている場合が多く、訓令式の第1表のみを用いた純粋な訓令式表記を目にする機会は少なくなりつつある。なお、長音符のサーカムフレックスやマクロンはコンピューターでの入力が煩雑かつ使用不可の場合も多いため使用されることが減っている。
また、表記の不統一によってローマ字教育は混乱しており、海外の日本語学習者の妨げになっている。こうした状況を鑑みて、日本国政府は2024年（令和6年）に入ってから、訓令式を定めた内閣告示の改正に向けた検討を開始しており、ヘボン式が広く使われている実態に合わせて、訓令式は廃止される見通しが示されている。2025年（令和7年）、ローマ字の統一的な表記を検討してきた文化庁は、ヘボン式を基本とする答申素案をまとめ、7月14日に国の文化審議会が変更する答申案を決定した。

#### ローマ字表記の例外
各方式が確定する以前に、西欧の諸言語の影響を受け、様々な表記法が存在していた名残もある。
- Yen - 日本の通貨単位の円（えん）
- Inouye - 井上（いのうえ）に由来する日系人の姓
- Yeso - 北海道（蝦夷）に生息する生物の学名（エゾシカなど）
- kudzu - 植物のクズ（くづ）
- Shimadzu Corporation - 島津製作所（しまづ-、1875年創業）
- Tokio Marine Insurance - 旧東京海上保険（とうきょう-、1879年創業）
  - 現在の東京海上日動火災保険の英文表記も「Tokio Marine & Nichido Fire Insurance Co., Ltd.」となっている。
- MAZDA - マツダ（自動車メーカー）の英字表記。実質的な創業者である松田重次郎の苗字に由来するが、ツに「tu」「tsu」でなく「z」をあてる表記はゾロアスター教の最高神アフラ・マズダー（Ahura Mazdā）にちなんでいる[43]。
- Sadaharu Oh - 王貞治
- Kyubey - 銀座久兵衛

## コンピュータのローマ字入力
パーソナルコンピュータやスマートフォンの日本語入力においてはキーボードのアルファベット入力をローマ字綴りとして解釈し、仮名文字に変換するローマ字かな変換、いわゆるローマ字入力が利用されており、特にQWERTYキーボード入力においては他の入力方式よりも普及している。
概ねヘボン式・訓令式どちらのローマ字綴りであっても柔軟に受け付けるようになっている。ただし表記は一致しない。例えば「東京」は「toukyou」であり、「tokyo」とすると「ときょ」になってしまう。

## 訓令式の表
- 一般に国語を書き表す場合は、第1表に掲げたつづり方によるものとする。
- 国際的関係その他従来の慣例をにわかに改めがたい事情にある場合に限り、第2表に掲げたつづり方によつても差し支えない。
- 前2項のいずれにおいても、概ね添え書きを適用する。

第1表［（）は重出を示す］
|    | あ | い     | う     | え    | お    | （拗音） | （拗音） | （拗音） |
| あ | a  | i      | u      | e     | o     |          |          |          |
| か | ka | ki     | ku     | ke    | ko    | kya      | kyu      | kyo      |
| さ | sa | si     | su     | se    | so    | sya      | syu      | syo      |
| た | ta | ti     | tu     | te    | to    | tya      | tyu      | tyo      |
| な | na | ni     | nu     | ne    | no    | nya      | nyu      | nyo      |
| は | ha | hi     | hu     | he    | ho    | hya      | hyu      | hyo      |
| ま | ma | mi     | mu     | me    | mo    | mya      | myu      | myo      |
| や | ya | （i）  | yu     | （e） | yo    |          |          |          |
| ら | ra | ri     | ru     | re    | ro    | rya      | ryu      | ryo      |
| わ | wa | （i）  | （u）  | （e） | （o） |          |          |          |
| が | ga | gi     | gu     | ge    | go    | gya      | gyu      | gyo      |
| ざ | za | zi     | zu     | ze    | zo    | zya      | zyu      | zyo      |
| だ | da | （zi） | （zu） | de    | do    | （zya）  | （zyu）  | （zyo）  |
| ば | ba | bi     | bu     | be    | bo    | bya      | byu      | byo      |
| ぱ | pa | pi     | pu     | pe    | po    | pya      | pyu      | pyo      |
第2表
| しゃ sha | し shi | しゅ shu | しょ sho |
|          |        | つ tsu   |          |
| ちゃ cha | ち chi | ちゅ chu | ちょ cho |
|          |        | ふ fu    |          |
| じゃ ja  | じ ji  | じゅ ju  | じょ jo  |
|          | ぢ di  | づ du    |          |
| ぢゃ dya |        | ぢゅ dyu | ぢょ dyo |
| くゎ kwa |        |          |          |
| ぐゎ gwa |        |          |          |
|          |        |          | を wo    |
そえがき
前表に定めたものの他、概ね次の各項による。
- 撥ねる音「ン」は全てnと書く。
- 撥ねる音を表すnと次にくる母音字またはyとを切り離す必要がある場合には、nの次に「'」を入れる。
- 詰まる音は、最初の子音字を重ねて表す。
- 長音は母音字の上に「ˆ」をつけて表す。なお、大文字の場合は母音字を並べてもよい。
- 特殊音の書き表し方は自由とする。
- 文の書き始め、及び固有名詞は語頭を大文字で書く。なお、固有名詞以外の名詞の語頭を大文字で書いてもよい。

「昭和二十九年十二月九日内閣告示第一号『ローマ字のつづり方』」では上記の通りであるが、「昭和十二年九月二十一日内閣訓令第三號『国語ノローマ字綴方統一ノ件』」では、『長音ノ符號ヲ附スル場合ニハ okāsama, kūsyū, Ōsaka ノ如ク「¯」ヲ用フルコト』と『撥音 n ト其ノ次ニ來ル母音（y ヲ含ム）トヲ切離ス必要アルトキハ hin-i, kin-yōbi, Sin-ōkubo ノ如ク「‐」ヲ用フルコト』となっていた。
1947年（昭和22年）の文部省通達（訓令式とヘボン式の両方を解説していた）ではサーカムフレックスとアポストロフィーを使うとしており、1937年（昭和12年）の内閣訓令が事務的な手違いで誤っていたと言われているが、昭和20年代の教育現場（小学校4〜6年生）ではどちらでも良いと教えるように文部省が指導していた。

## 日本式の表
|    | あ | い | う | え | お | （拗音） | （拗音） | （拗音） |
| あ | a  | i  | u  | e  | o  |          |          |          |
| か | ka | ki | ku | ke | ko | kya      | kyu      | kyo      |
| さ | sa | si | su | se | so | sya      | syu      | syo      |
| た | ta | ti | tu | te | to | tya      | tyu      | tyo      |
| な | na | ni | nu | ne | no | nya      | nyu      | nyo      |
| は | ha | hi | hu | he | ho | hya      | hyu      | hyo      |
| ま | ma | mi | mu | me | mo | mya      | myu      | myo      |
| や | ya | yi | yu | ye | yo |          |          |          |
| ら | ra | ri | ru | re | ro | rya      | ryu      | ryo      |
| わ | wa | wi | wu | we | wo |          |          |          |
| が | ga | gi | gu | ge | go | gya      | gyu      | gyo      |
| ざ | za | zi | zu | ze | zo | zya      | zyu      | zyo      |
| だ | da | di | du | de | do | dya      | dyu      | dyo      |
| ば | ba | bi | bu | be | bo | bya      | byu      | byo      |
| ぱ | pa | pi | pu | pe | po | pya      | pyu      | pyo      |

| くゎ kwa |
| ぐゎ gwa |

## ヘボン式の表
|    | あ     | い     | う     | え    | お      | （拗音） | （拗音） | （拗音） |
| あ | a      | i      | u      | e     | o       |          |          |          |
| か | ka     | ki     | ku     | ke    | ko      | kya      | kyu      | kyo      |
| さ | sa     | shi    | su     | se    | so      | sha      | shu      | sho      |
| た | ta     | chi    | tsu    | te    | to      | cha      | chu      | cho      |
| な | na     | ni     | nu     | ne    | no      | nya      | nyu      | nyo      |
| は | ha     | hi     | fu     | he    | ho      | hya      | hyu      | hyo      |
| ま | ma     | mi     | mu     | me    | mo      | mya      | myu      | myo      |
| や | ya     | （i）  | yu     | （e） | yo      |          |          |          |
| ら | ra     | ri     | ru     | re    | ro      | rya      | ryu      | ryo      |
| わ | wa     | （i）  |        | （e） | o（wo） |          |          |          |
| ん | n（m） |        |        |       |         |          |          |          |
| が | ga     | gi     | gu     | ge    | go      | gya      | gyu      | gyo      |
| ざ | za     | ji     | zu     | ze    | zo      | ja       | ju       | jo       |
| だ | da     | （ji） | （zu） | de    | do      | （ja）   | （ju）   | （jo）   |
| ば | ba     | bi     | bu     | be    | bo      | bya      | byu      | byo      |
| ぱ | pa     | pi     | pu     | pe    | po      | pya      | pyu      | pyo      |